# Таштимирова, Айгуль Галейевна
Айгуль Галейевна Куценко (Таштимирова) (род. 11 марта 1993, Тюмень) — российская дзюдоистка, призёр чемпионатов России, мастер спорта России международного класса по дзюдо. мастер спорта России по самбо. Член сборной команды России с 2010 года.

## Биография
Выпускница Тюменского государственного университета. Участница Первенства Европы до 23 лет в Словакии.

## Спортивные результаты
- Первенство России по самбо 2009 — ;
- Первенство России по самбо 2010 — ;
- Первенство России по дзюдо 2011 — ;
- Первенство России по дзюдо 2012 — ;
- Первенство России по дзюдо 2013 — ;
- Первенство России по дзюдо 2014 — 5 место;
- Первенство России по дзюдо 2015 — ;
- Чемпионат России по дзюдо 2015 — ;
- Чемпионат России по дзюдо 2018 — ;
- Чемпионат России по дзюдо 2019 — ;
- Большой шлем Россия (Тюмень) 2016 — ;
- Гран-при Узбекистан (Ташкент) 2016 — 5 место
- Гран-при Нидерланды (Гаага) 2017 — 5 место
- Призёр первенств России среди кадетов, юниоров и молодёжи;
- Трёхкратный призёр этапов Кубка Европы среди взрослых;
- Победитель первенства Вооруженных сил России по дзюдо 2013 года.
- Победитель чемпионата общества «Динамо» по дзюдо 2013 года.
- Победитель мемориала Владимира Гулидова 2014, 2020 года.
- Победитель III летней спартакиады молодежи России 2014 года.